# Club de Deportes La Serena
El Club de Deportes La Serena es un equipo de fútbol profesional de Chile, de la ciudad de La Serena, de la Región de Coquimbo. Fundado el 9 de diciembre de 1955. Actualmente juega en la Liga de Primera de Chile.
El club es local en el Estadio La Portada, recinto que cuenta con una capacidad para 18.501 personas. Su rival tradicional es Coquimbo Unido, con quien disputa el clásico de la Región de Coquimbo.

## Historia

### 1950-59: Fundación y primeros años en el profesionalismo
Los antecedentes del club se encuentran en la selección de fútbol amateur de la ciudad de La Serena, la cual se coronó campeón nacional amateur en tres oportunidades en los años 1949, 1951 y 1954. Esto fue la base para que en el año 1955 la Asociación Central de Fútbol invitara a la ciudad a participar del fútbol profesional, siendo el primer equipo del norte en conseguirlo. Es así como el día 9 de diciembre de 1955 se fundó el Club de Deportes La Serena para participar en el Ascenso del año 1956.
En su primera temporada en la división de plata, Club Deportes La Serera se ubicó en primer lugar de la tabla con el mismo puntaje que la Universidad Católica, por lo que se debió jugar un partido de desempate que ganó la Católica por 3:2, por lo que fueron los cruzados quienes ascendieron a la Primera División.
En su segunda temporada en el profesionalismo, nuevamente Deportes La Serena se ubicó en el primer lugar, empatando en puntaje con Santiago Morning, por lo que se debió jugar un desempate. El partido se jugó en Quillota y lo ganó La Serena por 1:0, coronándose así campeón de la Segunda División y consiguiendo el ascenso a Primera.
En 1958 Deportes La Serena participó por vez primera en la división de honor y terminó en tercer lugar, igualando en puntaje a Colo-Colo y a un solo punto del campeón de ese año Santiago Wanderers. No logra coronarse campeón a pesar de ser el equipo más ganador de ese año (14 partidos frente a 13 de Santiago Wanderers), además uno de sus delanteros insignes del club, Carlos Verdejo, fue el goleador del campeonato con 23 tantos.
El año 1959 comenzó con La Serena llegando a la final de la Copa Chile, donde cae frente a Santiago Wanderers. En ese mismo campeonato el delantero José Sulantay se consagró como goleador del torneo. Sin embargo, en el campeonato oficial La Serena se ubicó en último lugar, descendiendo para la siguiente temporada.

### 1960-69: La Copa Chile y la vuelta a Primera
Los años 1960, empezaron con el club llegando nuevamente a la final de la Copa Chile, en donde derrotaron por 4:1 a Santiago Wanderers, coronándose campeones del torneo al mando del técnico argentino Francisco "Pancho" Villegas. Por el torneo oficial, La Serena se ubicó segundo en el Torneo de Ascenso, a 5 puntos del campeón Green Cross. Al siguiente año La Serena se ubicó cuarto, pero ascendió a Primera ya que ese año fueron cuatro los equipos que subieron.
En 1962 con el equipo nuevamente en Primera, Deportes La Serena hizo una buena campaña, que lo ubicó finalmente en cuarto lugar, empatando en puntaje con Colo-Colo, y al año siguiente, bajo la conducción técnica del argentino Miguel Mocciola volvieron a realizar una buena campaña finalizando en tercer lugar.
De ahí en adelante, el cuadro granate comenzó a ubicarse de medianía de tabla hacia arriba. A pesar de ello, el club se consolida en esa década como el equipo más fuerte del norte y en uno de los mejores de provincias. El club tenía en esa época, buenos jugadores como Juan Koscina, Sergio Cantú, Pedro Manfredini, José Sulantay y Sergio Ahumada, este último posteriormente sería figura en las Copas Libertadores de 1973 , 1975 , 1977 en Colo-Colo, Unión Española y en Everton respectivamente.

### 1970-79: Otro descenso
En gran parte la década de 1970, el club logra consolidarse en el fútbol de Primera División. En la temporada 1970 finaliza en el cuarto lugar del Torneo Provincial, y obtiene el sexto en la Serie B, por lo que no pudo pasar a la fase por el título. El año siguiente, donde regresó el torneo largo, termina octavo, mientras en 1972 ocupa la sexta plaza.
Hacia el año 1973, y sin moverse en la parte media de la tabla, La Serena, junto a sus ramas deportivas de voleibol y tenis, organiza los "Juegos del Pacífico", los que cuentan con la participación de representantes de la isla de Tahití.
Luego de eso, en 1974 y 1975, el cuadro serenese se ubica en la parte baja de la tabla, en los lugares catorce y once, respectivamente.
En 1976 el equipo realiza una mala campaña, lo que significó terminar en el último lugar de la tabla, y descender a Segunda División de manera inmediata, terminando con esto un periodo de 14 años en la división de honor, y la época más brillante del club en cuanto a estadísticas.
Ya en el ascenso, La Serena obtiene resultados irregulares, pues ocupa puestos de avanzada pero no puede ascender. En 1977 llega al sexto lugar, ocupando el mismo puesto en la temporada siguiente. El decenio lo concluye ocupando el decimotercer puesto entre 20 escuadras participantes.

### 1980-89: Entre Primera y Segunda
El año 1980 el club quedó ubicado en la cuarta posición del torneo de Segunda División, lo que le permitió jugar la Liguilla de Promoción. En aquella instancia se enfrentó a Deportes Iquique, Aviación y Santiago Morning, y logró el segundo lugar, y con ello, el ascenso a Primera. En la temporada siguiente, Deportes La Serena se posicionó en el noveno puesto, pese a que contaba con el arquero Enrique Enoch en sus filas. Durante el campeonato de 1982, el equipo obtuvo malos resultados, lo que significó su regreso a la segunda categoría. En esa ocasión, equipos como Rangers y Santiago Wanderers, lograron cupos en la división de honor, ya que la Asociación Central de Fútbol los consideró "buenas plazas", lo que en el caso del cuadro granate, no se pudo conseguir.
Nuevamente en Segunda, La Serena se transforma en protagonista del torneo 1983 y otra vez clasifica para una Liguilla para definir las dos plazas disponibles para el ascenso. Allí supera a Deportes Laja y Malleco Unido, subiendo a Primera junto con su clásico rival Coquimbo Unido.
En 1984 los papayeros finalizan en la decimosegunda posición de la Zona Norte y baja a la categoría de plata del fútbol nacional. La estadía en Segunda se extendería hasta la temporada 1987, cuando de la mano del ahora entrenador José Sulantay se corona campeón del torneo, tras vencer en el partido de definición a Deportes Valdivia. En esa misma temporada obtiene el subcampeonato de la Copa Lan Chile de Segunda División. En esos años, el club se reforzó con jugadores brasileños, que fueron Torino, Escurinho y Severino Vasconcelos (este último conocedor del fútbol chileno, por sus pasos por Colo-Colo, donde es ídolo, y Universidad de Chile, club en el cual logró un ascenso a la Primera División.
La temporada 1988, y bajo la dirección técnica de Alberto Quintano, La Serena consigue un puesto de clasificación para la Liguilla Pre-Libertadores tras finalizar entre los diez mejores equipos del campeonato regular. En esta instancia se enfrenta ante Colo-Colo, consiguiendo un empate de local y cayendo en su visita a Santiago. En 1989 nuevamente ingresó en el torneo clasificatorio, pero esta vez su rival fue Cobreloa, donde por segunda ocasión no pudo superar la primera fase.

### 1990-99: La irregularidad
La década de 1990 comenzó sin mayor contratiempos para La Serena. En 1990, el club terminó en el octavo puesto del torneo de Primera División y no pudo clasificar a la Liguilla Pre-Libertadores como lo había hecho en las dos temporadas anteriores. Al año siguiente finaliza en el décimo lugar. Durante la primera etapa de esta década, el equipo granate no pasó de mitad de tabla. Se destaca entre los jugadores de esa época, el argentino Luis Carlos Robles, que estuvo casi toda la década de 1990' en el plantel, siendo uno de los jugadores más queridos del club.
El año 1995, el cuadro serenense decayó profundamente en su rendimiento, finalizando en el penúltimo lugar con 29 puntos y descendiendo a la Segunda División (que en la siguiente temporada cambiaría su denominación a Primera B). Si bien igualó en puntos a Huachipato, su peor diferencia de goles lo condenó a jugar en el ascenso, mientras los acereros pudieron clasificar a la Liguilla de Promoción.
La temporada 1996 del ascenso fue positiva para el club papayero. La Serena decidió armar un buen plantel para conseguir el pronto regreso a la serie de honor, y contrató jugadores como el insigne golador Rubén Martínez, quien fue campeón de la Copa Libertadores 1991 con Colo-Colo. El equipo, dirigido técnicamente por Gustavo Huerta, realizó una notable campaña que significó el ascenso y el tercer título de La Serena en la divisional.
Ya en Primera, el club permaneció en posiciones medias y no pudo aspirar a un campeonato o a pelear por un cupo para una copa internacional. En 1997, cuando el torneo fue dividido en dos etapas (Apertura y Clausura) no superó el noveno puesto, aunque en la tabla acumulada tampoco tuvo peligro de caer a Primera B. En 1998 también finalizó en el noveno puesto, pero esta vez bajo un formato de campeonato anual.
La campaña de 1999 resultó muy negativa para el cuadro granate. Finalizó en el último lugar en la primera fase del torneo, quedando relegado a jugar una Liguilla de Descenso para no volver a Primera B. En aquella instancia, La Serena consiguió ganar sólo siete partidos, obteniendo 33 puntos y quedando en el último puesto, decretándose su descenso automático junto con Rangers, pues el resto de los descendidos –Cobresal y Deportes Iquique– lo hicieron en la Liguilla de Promoción.

### 2000-09: De vuelta a Primera junto a históricas campañas
En el año 2003 hace su debut como profesional, el talentoso volante Carlos Villanueva Rolland, el cual había pertenecido a la sub-14 y sub-15 del equipo, siendo pieza fundamental del mediocampo granate logra anotar 5 goles en 15 partidos, junto a él destacarían varios canteranos y jugadores nacidos en el club que volvieron a reforzar el equipo en la segunda rueda del campeonato. Con esa campaña el equipo retorna a la Primera División del fútbol chileno.
En 2005, consigue la semifinal del Torneo Clausura de ese año, en una emocionante definición, tras eliminar mediante lanzamientos penales a Colo-Colo (4-1) luego de conseguir un empate 3-3 en la revancha disputada en el Estadio Monumental. La campaña de ese torneo tuvo como figuras granates al jugador Felipe Flores que fue uno de los goleadores del campeonato con once tantos para la escuadra de la cuarta región y al colombiano Alex Comas. Sin embargo su rival en semifinal fue el cuadro de Universidad Católica con el cual empataron 3-3 de local y en el partido de ida en San Carlos de Apoquindo se perdió por la cuenta mínima.
Durante la campaña de 2006, Deportes La Serena logra una hazaña al empatar en el segundo tiempo a Colo-Colo, tras ir perdiendo por 4 goles a 0 en el Estadio Monumental, siendo el plantel albo campeón de Claudio Borghi, con figuras como Alexis Sánchez y Humberto Suazo, finalmente los cuatro goles que frenaron la racha de triunfos del cacique corrieron a cargo de Pablo Bolados (minuto 51), Rodolfo Moya (minuto 56), nuevamente Bolados en el minuto 69 y reglamentario puso fin al 4-4.

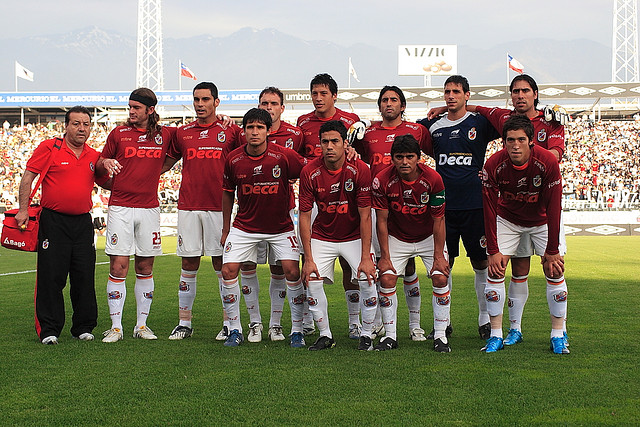
Plantel 2009 de Deportes La Serena.

El año 2009 fue un año de contrastes para Club Deportes La Serena. Dado que en el Torneo de Apertura se culminó en el último lugar de la tabla general. Es así como la hinchada granate exigía mejores resultados y a la vez un cambio radical en la conformación del equipo. Para ello la dirigencia del club encabezada por el presidente Mauricio Etcheverry, tomó drásticas medidas en donde se excluyeron a 10 jugadores de ese plantel del apertura que culminó en la última posición con un claro riesgo de perder la categoría. Es así como se hace presente a la vez, toda esa garra, esas fuerzas de flaqueza que caracteriza al pueblo granate cuando está en momentos críticos y con la incorporación en el clausura de jugadores formados en Club Deportes La Serena como Mauricio Salazar y Patricio Rubina, también llegaron jugadores con un cartel desconocido, es el caso del defensa "Chiqui" Pérez y Javier Elizondo, que terminó siendo apodado "El Canibal del Gol" y uno de los goleadores del torneo. Finalmente los cambios dieron resultados, siendo más notorios de local, convirtiendo al Estadio La Portada en la cancha más dura de todo el torneo, en donde Club Deportes La Serena disputó 8 partidos de la fase regular, ganando 7 de ellos, es decir un rendimiento de local del 87.5%. En ese Clausura fue el mejor equipo de regiones.
Uno de los puntos más recordados que tuvo el cuadro granate en ese campeonato fue la goleada por 3 goles a 0 al hasta ese entonces, campeón vigente del torneo, la Universidad de Chile en el Estadio La Portada, con goles de Salazar, Sebastián Tagliabúe y Angel Carreño. Finalmente en la fase regular el equipo granate terminó en la segunda ubicación de la tabla general, en espera de los plays-off. En cuartos de final se enfrentó a la Unión Española, quien fue finalista en el Apertura 2009, en el partido de ida en el Estadio Santa Laura se logró la paridad 1-1, mientras que en la vuelta en casa, Deportes La Serena asegura su paso a semifinal derrotando a los españoles por el marcador 2-1. En la siguiente ronda le tocó enfrentar al equipo de Colo Colo con importantes bajas en su plantel como Mauricio Salazar, que terminó lesionado en el partido contra Unión Española y así como también del goleador Sebastian Tagliabue expulsado ante los españoles. Finalmente el partido de ida terminó en contra para La Serena con la cuenta mínima y en la vuelta pierde por 3-0, malogrando la oportunidad de llegar por primera vez en su historia a una final del fútbol de primera, sin embargo esa campaña será recordada como una de las más exitosas del equipo junto a la del clausura 2005.

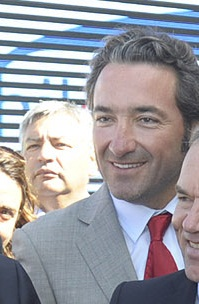
Mauricio Peyreblanque, Presidente del club.

También en 2009, Club de Deportes La Serena, obtiene un logro histórico al coronarse campeón invicto en la Copa Chile Sub-16 ganándole 3-2 a la Universidad de Concepción, con esto el club consigue su cuarto título de su historia y el primero que no pertenece a su serie adulta.

### 2010-18: Descenso y crisis institucional
El Torneo de Primera División de 2010 dejó al equipo granate en el lugar número siete, quedando fuera de la posibilidad de jugar la liguilla por el cupo "Chile 3" para la Copa Libertadores 2011 que enfrentaron los equipos entre los puestos tres y seis de la tabla general, además ese año fue el último como Director técnico para Víctor Hugo Castañeda, quien estuvo por casi seis años al mando del equipo. El nuevo técnico que asumió fue Fernando Vergara, el cual solo duró un semestre al mando y que por problemas con el cuerpo técnico decidió renunciar, y para las temporadas correspondiente a 2011-2012 el equipo estuvo siendo dirigido por Miguel Ponce. En octubre de 2011, Deportes La Serena clasificó a las semifinales de Copa Chile 2011, tras superar por diferencia de goles en la tabla acumulada a la Universidad de Chile, y luego en cuartos de final, vencieron a Deportes Iquique por 2-1 y 1-0 respectivamente. En semifinales cayeron ante Magallanes por 0-1 de local y por 0-3 en la vuelta. Durante los torneos efectuados en 2012, el equipo granate ha presentado un bajo desempeño con el cual lo está dejando al borde del descenso tras casi 10 años en Primera División. A pesar de eso, lograron vencer por primera vez a Colo-Colo en el Estadio Monumental, en el 11 de marzo de 2012. Luego, el 22 de septiembre de 2012 y tras la derrota en el tiempo de agregado frente e Deportes Iquique por 2-3, la dirigencia pone fin al contrato con Miguel Ponce y asume la banca interinamente Marcelo Caro (un exjugador y dirigente del club) como técnico por el resto de la temporada. Con una campaña de Caro que solo se rescató 1 punto, el cual fue el empate con Cobresal de visita en El Salvador y sumado al triunfo de Santiago Wanderers como visitante por 4 a 2 sobre Cobreloa en Calama, marcó el descenso del equipo a la Primera B, tras 8 años en la Primera División de Chile. El 17 de diciembre de 2012, la dirigencia del club decidió cesar de sus actividades a Marcelo Caro, por diferencias con las gestiones que se estaban realizando, por lo que asumió como Director Técnico, el ayudante de campo Gonzalo Benavente.
Tras los paupérrimos resultados obtenidos en la primera rueda de la Primera B 2013, se termina la dirección técnica de Benavente y asume en este cargo, el que hasta ese entonces era el Gerente Deportivo Christian Muñoz, convirtiéndose en el cuarto técnico que pasa por el club en 2 años.
Tras terminar el Torneo Transición Primera B 2013, y con una crisis institucional acentuada posicionando al club, en uno de los peores momentos de su historia, los integrantes de Granate S.A. deciden buscar nuevos inversionistas, que inyecten dinero al club a manera de lograr solventar la crisis económica, por la que se ve enfrentada, por su parte se terminó contrato con un gran número de jugadores, que participaron en el anterior campeonato, además de apartar del club a Christian Muñoz, quien se había desempeñado como Gerente Deportivo y Director Técnico, el que además se había ganado el repudio de la hinchada, por sus declaraciones contra ellos. Los primeros días de junio, se confirmó a Sergio Carmona como el nuevo Director Técnico del primer equipo, él se encontraba ligado a las divisiones menores del club hasta ese entonces, además de haber dirigido un par de partidos en el primer equipo, cuando este se encontraba en la Primera División.
Tras realizar una paupérrima campaña en el Torneo de Transición de la Primera B 2013, en el torneo de la Primera B 2013-14, el equipo rozó el descenso a la Segunda División Profesional, en una disputa muy cerrada con Lota Schwager; Finalmente, el equipo logró mantener su lugar en la Primera B, tras vencer como local por 2 a 0 a Deportes Concepción, en la última fecha del torneo mencionado. En la Primera B 2014-15, el equipo serenense nuevamente coqueteó con el descenso, pero esta vez logró salvarse a pocas fechas del final y a pesar de que Lota Schwager amenazó con quitarle la categoría a los serenenses por secretaría, por los pagos de cotizaciones, la Unidad de Control Financiero de la ANFP rechazó la acusación de Lota Schwager y decretó la permanencia de La Serena en la Primera B y el descenso de los lotinos a la Segunda División Profesional, para la temporada 2015-16.
En la Primera B de Chile 2015-16, el equipo serenense logró el cuarto lugar de la primera rueda con 25 puntos, que le permitió clasificarse a la liguilla post-Primera Temporada, donde el ganador de aquella liguilla, se enfrentaba al ganador de la liguilla de la segunda temporada del torneo, donde el ganador de esta, obtenía el segundo cupo para el Torneo Apertura 2016. En el primer partido de la liguilla, La Serena se enfrentó a Deportes Temuco, donde triunfó por 4-1, y en el partido de vuelta perdió por 3-1 pero por diferencia de goles, se clasificaron a la final contra Everton de Viña del Mar, donde en el partido de ida, empataron por 0-0 en La Portada, pero en el partido de vuelta, Everton triunfó por 2-1, eliminando la posibilidad de clasificar al torneo Apertura. Pero en la segunda ronda, el equipo granate no logró los resultados que hizo en la primera rueda, y fracasó en su campaña para el primer o segundo cupo para enfrentar a Everton nuevamente, quedándose en el undécimo lugar con 18 puntos, inalcanzables a los 23 de Iberia, quien ocupó el último lugar de la segunda liguilla.
Luego en el torneo de Primera B de Chile 2016-17, Deportes La Serena acabó un torneo regular en cuarto lugar con 43 puntos, inalcanzables a los 57 de Curicó Unido (campeón) y los 50 de San Marcos de Arica (subcampeón y repechaje). A pesar de eso, dio buena impresión, al ganarle a Curicó Unido, San Marcos de Arica, Cobreloa, Deportes Copiapó, entre otros, de visitante. Sin embargo, su regular campaña como local impidió acercarse a los puestos de clasificación, también no derrotó a los rivales anteriores como local.
En el torneo siguiente (Torneo de Transición Primera B de Chile 2017) comenzó bien, al ganarle 3-1 a Iberia en La Portada, pero perdió bastante mal las dos siguientes fechas ante Barnechea (recién ascendido de Segunda División) y ante Unión La Calera (último lugar torneo pasado) por 1-3. Sin embargo, luego venció a San Marcos de Arica por 3-0, empató de forastero con Rangers por 1-1, venció a Magallanes y a Deportes Copiapó por 3-1, rivales a los que no vencía de local por varios torneos pasados, y empató ante Deportes Puerto Montt de visitante, donde al ir ganando 1-0 con gol de Mauricio Salazar, el ex-seleccionado uruguayo Sebastián Abreu empató el partido en el minuto 90+3. Luego cosecharía sendos empates ante Ñublense y Santiago Morning por 0-0 y 1-1 respectivamente. Luego en la fecha 11, en el 15 de octubre jugó el Clásico de la Región de Coquimbo ante Coquimbo Unido de local, ganando por 2-1 con gol olímpico de Albano Becica en el minuto 45+9, y de Felipe Venegas en el minuto 63. El descuento pirata fue parte de Fabián Torres.
A partir de esa fecha La Serena no ganaría más, iniciando una racha de derrotas, comenzada ante Cobresal, donde perdió por 1-2, en la fecha 12. Luego, tras la victoria de Unión La Calera ante Barnechea, la dejaba campeona del fútbol chileno, a menos de que La Serena no ganara, que era el único rival que podía "arrebatarle" el título, pues La Calera también peleaba el descenso, y en caso de descender, el segundo lugar tendría el cupo para clasificarse a la repesca ante el subcampeón del torneo anterior (San Marcos de Arica). Sin embargo, La Serena perdió por 0-1 ante Unión San Felipe con gol de tiro libre de Emmanuel Pío, dejando a La Calera campeona del torneo. Luego en la penúltima fecha, perdería por 0-4 ante Cobreloa de visitante, y en la última fecha, cerraría el torneo ante Deportes Valdivia, quien peleaba el descenso junto a Iberia. La Serena comenzó ganando 1-0 y Iberia también ganaba por 1-0, frente a su rival, San Marcos de Arica. Sin embargo, Valdivia y San Marcos empataron sus respectivos partidos, y a Valdivia solo le quedaba ganar sí o sí para superar en la tabla de descenso a Iberia. En el minuto 63, Valdivia desempató el partido, ganando finalmente 2-1, salvándose del descenso.
En 2018 tendría un torneo más irregular, comenzando con un triunfo frente a Unión San Felipe por 1-0 y un empate de visitante frente a Ñublense por 1-1. Posteriormente, ganaría el Clásico de la Región de Coquimbo ante Coquimbo Unido por 1-0, con gol de Aníbal Carvallo, y luego obtendría su único triunfo de visitante por varios meses ante Deportes Puerto Montt por 2-1. Luego jugaría la fecha 1 postergada en se entonces, ante Deportes Melipilla donde perdió por 2 a 0. Posteriormente empataría a 0 con Magallanes y perdería en el último minuto ante Cobreloa por 2 a 1 en Calama. Luego de visitante obtuvo 2 empates frente a Deportes Copiapó por 2-2 y ante Santiago Wanderers por 1-1. Luego perdería de local dos veces seguidas, ante Barnechea por 0-1 y ante Santiago Morning por 2-3. Luego se reencontraría con la victoria ante el en ese entonces puntero, Cobresal, con goles de Marco Sebastián Pol y del capitán y máximo goleador del club, Mauricio Salazar. Luego golearía por 4-1 a San Marcos de Arica en La Portada, con doblete de Lucas Cano y goles de Marco Sebastián Pol y Carlos Sepúlveda.
A partir de ese encuentro, comenzaría su debacle con 9 partidos sin conocer la victoria. Empezó perdiendo ante Rangers de Talca por 3-1 en Talca, luego un empate 3-3 ante Deportes Valdivia en la fecha 15, la cual comenzó perdiendo por 0-3 en el primer tiempo, Sin embargo empataría el encuentro con goles de Lucas Cano, Marco Sebastián Pol y de Enzo Ruiz, terminando la primera rueda en la undécima posición con 20 puntos, a dos de los play-offs parcialmente. En la Copa Chile 2018, perdió ante Lautaro de Buin por 1-0 en la ida, y en la vuelta remontó ganando por 3-0, sin embargo en la segunda ronda fue eliminado el equipo granate por la Universidad de Chile, perdiendo por 1-4 ante el equipo laico, marcando el despido de Ariel Pereyra del equipo granate, dejando a Gonzalo Benavente como técnico interino para el partido de vuelta que finalmente perdió La Serena por 0-2, y llegó Luis Marcoleta a la banca granate.
Empezó la segunda rueda con un empate a 2 frente a Magallanes en San Bernardo, con goles de Aníbal Carvallo y Lucas Cano. Luego en La Portada volvería a empatar a 2, esta vez frente a Melipilla, con goles de Sergio Maximiliano Ojeda y de Carvallo. En el minuto 90+3, se decretó penal a favor del equipo granate, sin embargo el encargado de ejecutarlo, Lucas Cano lo falló por encima del travesaño.
Luego perdería ante Unión San Felipe por 0-1 en el valle del Aconcagua, y ante Rangers de Talca en La Portada por el mismo marcador. En el Clásico de la Región de Coquimbo, comenzó perdiendo, con gol de Mario Pardo para los coquimbanos, serenense y que jugó en el equipo granate desde 2005 hasta 2012, sin embargo sería expulsado en el minuto 33, dejando al equipo pirata con 10 jugadores. Sin embargo, eso no perjudicó al juego del equipo pirata, ya que aun así fue superior llegando al arco rival, que hizo el segundo gol por parte de Kilian Delgado. El descuento granate llegaría en el minuto 74, de Marco Sebastián Pol, pero no serviría ya que Coquimbo ganó por 2-1 el clásico.
El 21 de agosto, recibió a Deportes Copiapó, donde el equipo granate comenzó ganando con gol de Enzo Ruiz en el minuto 77, sin embargo en el minuto 90+2 tras un córner, Rodrigo Jara empataría el encuentro, terminando 1 a 1, luego en El Salvador perdería con Cobresal por 3-1, dejando a La Serena en la penúltima posición.
Tras el receso de Fiestas Patrias, La Serena recibió a Santiago Wanderers, donde comenzó ganando con gol de Sergio Maximiliiano Ojeda en el minuto 22, sin embargo Wanderers empataría el encuentro con gol de Enzo Gutiérrez en el minuto 40, y el partido terminaría así, 1-1 dejando a La Serena en el último lugar en zona de descenso parcialmente. Luego, visitaría a San Marcos de Arica, otro equipo luchando por no descender, y terminarían regalando puntos con un empate a 1. El 6 de octubre recibió a Cobreloa, donde La Serena pudo iniciar el marcador en el primer tiempo con intentos de Enzo Ruiz y Marco Sebastián Pol, pero no finiquitaron, y Cobreloa ganaría 2-0 con goles de Guillermo Firpo y de Cristian Ivanobski, dejando a La Serena al borde del descenso. Sin embargo el 13 de octubre recibió a Deportes Puerto Montt, el único equipo vencido por La Serena en condición de visitante en ese entonces. La Serena ganó 1-0 con gol de Enzo Ruiz en el minuto 19, dejando a La Serena fuera de la zona del descenso.
El 17 de octubre, La Serena visitaría a Barnechea por la fecha 23, que fue postergada hasta aquella fecha. Barnechea comenzó ganando por 2-0 en el primer tiempo con doblete de Bayron Oyarzo, sin embargo Marco Sebastián Pol descontaría en el minuto 55 mediante lanzamiento penal, y en el minuto 59 Lucas Cano empataría el ecnuentro, y en el minuto 83, Enzo Ruiz daría la victoria por 3-2 al conjunto granate, dejándola en la posición 14°, fuera de la zona de descenso. El 21 de octubre visitó a Santiago Morning, ganando por 2-1 con goles de Marco Sebastián Pol y Enzo Ruiz, alejándose del descenso por diferencia de goles. El 27 de octubre recibió a Ñublense, equipo luchando por no descender, con 5 puntos menos que La Serena en ese entonces, y fue además el retiro profesional del capitán y goleador histórico del club, Mauricio Salazar, quién dio la asistencia a Lucas Cano para el 1-0 de La Serena en el minuto 19. Sin embargo Emiliano Pedreira empataría para Ñublense en el minuto 30 tras un error de la defensa. El equipo granate se acercaba a la victoria y además de la alejación total del descenso, pero el técnico Luis Marcoleta sacó a Salazar, quien se retiró del fútbol profesional y a Franco Segovia en el minuto 67, por Camilo Gaínza y Alan Muñoz respectivamente. Esto provocó varias llegadas de Ñublense, una de ellas provocó un gol en contra de Alan Muñoz dándole la victoria a Ñublense, quien quedó en el penúltimo puesto con 32 puntos, uno más que San Marcos de Arica, quien estaba en el último puesto.

### 2019-2021: Ascenso después de siete años

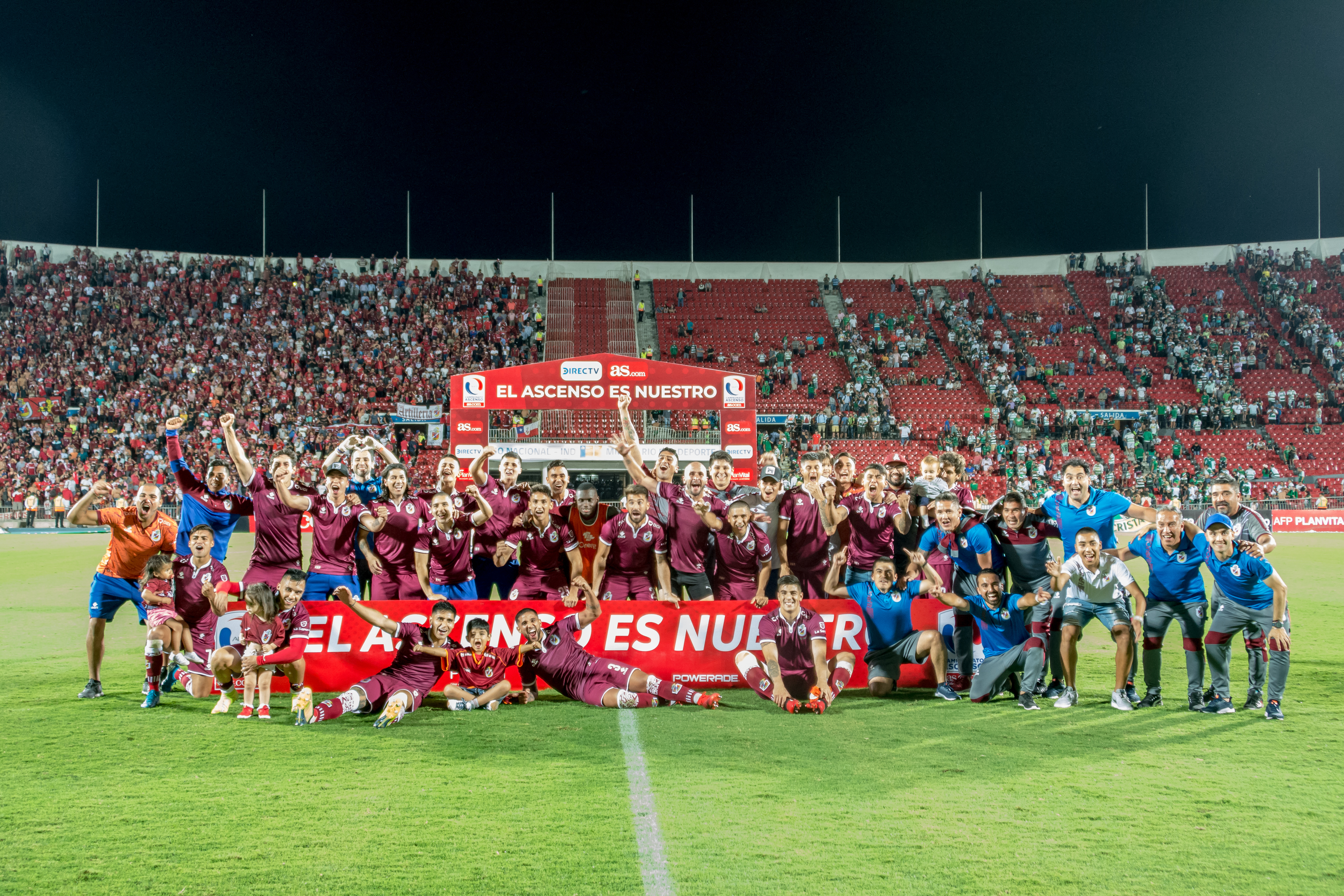
Plantel de Deportes La Serena celebra su triunfo en la definición por el ascenso frente a Deportes Temuco.

Tras la llegada de Cristián Contador a la presidencia del club y la mantenencia de Marcoleta en el banco granate, La Serena terminó segunda en el torneo Primera B de Chile 2019 la cual fue suspendida tras el Estallido social ocurrido en octubre de ese mismo año. Debido a esto el primer lugar (Santiago Wanderers) a 3 puntos del club granate, fue determinado por la ANFP como campeón del torneo y primer ascendido automáticamente a Primera División, mientras que La Serena debía jugar contra el ganador de la final de la liguilla de promoción, el cual fue Deportes Temuco. La definición por el ascenso se jugó el 23 de enero en el Estadio Nacional y La Serena jugó con sus nuevos refuerzos (Lucas Domínguez, Jaime Valdés y Sebastián Leyton) y con su nuevo director técnico tras la polémica salida de Marcoleta, Francisco Bozán. donde el partido terminaría empatado a 0 y se definiría mediante lanzamientos penales, donde tras la atajada de Zacarías López a Hugo Droguett y la definición de Leyton, La Serena ascendió a Primera División tras estar 8 años en la Primera B (su más larga estadía en aquella categoría).
En el campeonato de Primera División de Chile 2020, La Serena comenzó sus primeras 8 fechas en el último lugar con 1 victoria, 1 empate y 6 derrotas. Sin embargo, tras la Pandemia de COVID-19 el campeonato se suspendió hasta el 29 de agosto donde, tras la renaudación del torneo, La Serena solo consiguió 2 empates en las siguientes 7 fechas, quedando a 4 puntos del penúltimo y al borde del descenso mediante la tabla de coeficientes, por lo que el técnico Bozán fue despedido y el interino Óscar Correa dirigió al equipo en la derrota por 0-3 ante la Universidad de Chile y la victoria por 4-2 ante Palestino. En la fecha 16, llegó como entrenador Miguel Ponce, quien ya había dirigido a La Serena en su campaña previa al descenso de 2012. Sin embargo, pese a que inició con 2 derrotas como visitante ante Deportes Iquique y Universidad Católica y terminar la primera rueda con 9 puntos, comenzó una racha de 6 victorias seguidas, destacando la victoria por 1-0 ante su archirrival Coquimbo Unido, la victoria por 3-1 ante Palestino como visitante (en donde el jugador Humberto Suazo, quien se convertiría en el goleador del equipo en aquella temporada, marcó su gol 100 en la Primera División de Chile) y la victoria por 2-0 ante Colo-Colo en el Estadio Monumental, estadio donde solo conoció la victoria en 2012 con Ponce también como técnico del club granate, superando así a su rival por 4 puntos abandonando el último lugar de la tabla general y de coeficientes. Posteriormente la Universidad de Chile cortaría su racha positiva con un empate a cero goles en La Portada, sin embargo no conoció la derrota hasta la fecha 30 donde Unión La Calera (segundo en la tabla general) la venció por 0-3 en La Portada. Después empató 0-0 con Wanderers en Valparaíso, perdió por 1-2 ante el líder Universidad Católica de local, quedando nuevamente con riesgo alto de descender. 
Sin embargo, en la penúltima fecha enfrentó a la Unión Española en el Estadio Santa Laura, donde los hispanos se adelantaron con un gol de Víctor Méndez, pero en el minuto 90+5 de descuento, Fabián Hormazábal lograba el agónico empate, quedando con la única chance de salvarse por cuenta propia. En la última fecha, perdieron ante Audax Italiano de local por 0-2 con una paupérrima presentación, siendo el jugador Jaime Valdés el más señalado, ya que su ex-club Colo-Colo también estaba luchando por no descender. Sin embargo, el club albo empató ante O'Higgins en el último minuto, curiosamente minutos después del término del encuentro entre La Serena y Audax, y Colo-Colo con el club granate se encontraban con la misma cantidad de puntos, pero el club popular se encontraba con peor diferencia de gol, siendo llevado a jugar la liguilla de promoción con el penúltimo de la tabla de coeficiente (Universidad de Concepción), salvándose así el club granate del descenso agónicamente.

### 2022-presente: Nuevo descenso, crisis dirigencial y nuevo ascenso
Luego de varios resultados irregulares, el cuadro granate sufriria el descenso en la última fecha después de perder 3-0 ante Audax Italiano, lo que finalizó un paupérrimo año 2022, en donde todas las categorías masculinas y la rama femeníl, sufrieron el descenso de categoría, lo que catapultó a una grave crisis dirigencial.
En abril de 2023, se conoció de una demanda laboral presentada por el exgerente de la institución Martín Ossandón en contra de la SADP controladora, en la cual indica que quien toma las decisiones dentro del club sería el representante Fernando Felicevich, quien con anterioridad se anunciaba solo como un colaborador. El 16 de julio de 2023, mediante un reportaje de Informe especial, se reveló pagos en negro, contratos ficticios, órdenes par hacer campañas mediáticas contra políticos de la región, entre otros, por parte de Felicevich a nombre del club.
En la temporada 2024, La Serena logró ser campeón de la Primera B, tras 28 años sin ganar aquel campeonato, ascendiendo tras estar 2 años en la Liga de Plata.

## Uniforme
Desde su fundación la camiseta titular del club es de color rojo o granate, color representativo de la ciudad, y que también fue usado por la selección amateur que logró el campeonato nacional en su categoría en los años 1949, 1951 y 1953. En el año 2020 se le agregaron motivos que aluden a las culturas diaguita y molle.

### Uniforme titular
| 1956 | 1957 | 1958 | 1959 | 1962 | 1963 | 1964-65 | 1965 | 1966 |

| 1967 | 1969 | 1970 | 1971-72 | 1973 | 1976 | 1979 | 1981 | 1982 |

| 2009 | 2010 | 2011 | 2012 | 2013 | 2014 | 2014 | 2014-16 | 2016-17 |

| 2017 | 2019 | 2020-21 | 2021 | 2022 | 2023 |

### Uniforme alternativo
| 1970 | 2009 | 2010 | 2011 | 2012 | 2013 | 2014 | 2014 | 2014-16 |

| 2016-17 | 2019 | 2020-21 | 2021 |

### Equipamiento
| Período   | Proveedor             |
| --------- | --------------------- |
| 1981-1987 | Adidas                |
| 1987-1989 | Le Coq Sportif        |
| 1990-1991 | Garda                 |
| 1992      | Penalty               |
| 1993-1994 | Adidas                |
| 1994      | Le Coq Sportif        |
| 1995-2000 | Adidas                |
| 2001      | Corre Corre           |
| 2002-2004 | Training Professional |
| 2005      | Topper                |
| 2006-2008 | Training Professional |
| 2009-2010 | Mitre                 |
| 2011      | Lotto                 |
| 2012      | Topper                |
| 2013      | Penalty               |
| 2014      | Romma                 |
| 2014      | Mitre                 |
| 2014-2017 | CAFU Football         |
| 2017-2018 | Luanvi                |
| 2019      | Joma                  |
| 2020-2021 | OneFit                |
| 2021-2023 | Macron                |
| 2024      | KS7                   |
| 2025-     | Fiume                 |

| Período   | Auspiciador         |
| --------- | ------------------- |
| 1976      | AAP Diego Portales  |
| 1978-1982 | Pisco Control       |
| 1983-1985 | Buses Los Corsarios |
| 1986-1999 | Capel               |
| 2002-2009 | Deca                |
| 2010-2011 | Unimarc             |
| 2012      | La Serena           |
| 2013-2015 | PF                  |
| 2015-2018 | Muebles La Alpina   |
| 2020      | DiDi                |
| 2021      | Clínica Meds        |
| 2022      | Betano              |
| 2023-2024 | Tonybet             |
| 2025-     | Estelarbet          |

## Estadio

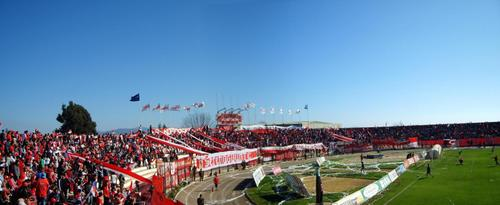
Sector sur del Estadio La Portada en un partido de Deportes La Serena.

Deportes La Serena juega de local en el Estadio La Portada, recinto que es propiedad de la Ilustre Municipalidad de La Serena. Se encuentra ubicado cercano al centro de la ciudad, en la intersección de Av. Amunátegui con Av. Balmaceda y su nombre se debe a que entre 1750 y 1930, en la misma intersección donde está actualmente el estadio, existió una gran portada de piedra que sirvió como acceso principal a la ciudad, el cual era llamado La Portada de La Serena. Esta portada formó parte de las fortificaciones y muros coloniales de la ciudad, los cuales se emplazaban a lo largo de la actual calle Amunátegui
El estadio fue abierto el 26 de agosto de 1952. En los primeros años la superficie de la cancha era de tierra. Esto cambió cuando Club de Deportes La Serena entró al profesionalismo en el año 1955, más precisamente fue empastada el 29 de noviembre de ese año. Actualmente posee una capacidad para 18.500 espectadores.
El 1 de julio de 2012, se presentó el diseño final para el estadio, el cual contó con una inversión total de $15.700 millones, de los cuales 13 mil millones se destinaron a la construcción del estadio y los restantes 2.700 millones, fueron utilizados para la postulación del Parque Deportivo Vega Sur, ubicado en la Parcela 41, en conjunto al estadio se realizaran otros proyectos de índole deportiva, tales como Coliseo Deportivo de Las Compañías, la Cancha Sintética del Parque Deportivo Juan Soldado y el nuevo Parque Deportivo Los Llanos. El 18 de julio, se aprobó por medio del Consejo Regional los $6792 millones extras para entregar una capacidad de espectadores final de 18.500 personas, esta cifra corresponde al 60% de la inversión total, el resto faltante lo destinó el Instituto Nacional del Deporte, la remodelación comenzó en enero de 2013.

## Datos del club

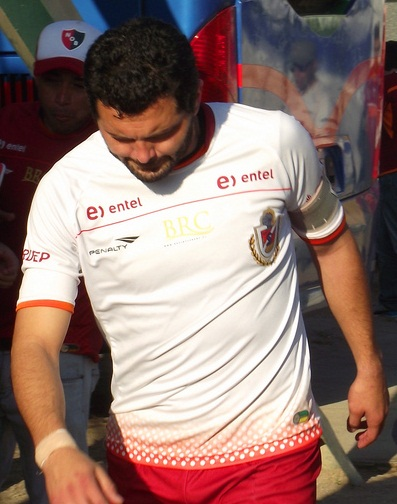
Mauricio Salazar, máximo goleador del club con 110 tantos.

- Temporadas en 1.ª: 44 (1958-1959; 1962-1976; 1981-1982; 1984; 1988-1995; 1997-1999; 2004-2012, 2020-2022, 2025-)
- Temporadas en 1.ªB: 26 (1956-1957; 1960-1961; 1977-1980; 1983; 1985-1987; 1996; 2000-2003; 2013-2019; 2023-2024)
- Mejor puesto en 1.ª: 2.º (2009)
- Peor puesto en 2.ª: 15.º (2000)
- Mayor goleada conseguida:
  - En campeonatos nacionales: 7-0 a Fernández Vial en 1990
  - En copas nacionales: 12-0 a Selección de Vallenar en 2010[60]
- Mayor goleada recibida:
  - En campeonatos nacionales: 0-7 de Cobresal en 1988
- Máximos goleadores nacionales 1° División (2): Carlos Verdejo (1958), Carlos Gustavo de Luca (1988)
- Máximo goleador en Primera División: Felipe Flores (63 goles)[61]
- Máximos goleadores (general): Mauricio Salazar (129 goles)[62] y Carlos Verdejo (89 goles)

## Jugadores

### Plantilla 2025
- Por disposición de la Asociación Nacional de Fútbol Profesional (ANFP), los equipos chilenos en la Liga de Primera están limitados a tener en su plantel un máximo de seis futbolistas extranjeros, más un juvenil extranjero inscrito en el fútbol formativo desde el año 2023.
- Por disposición de la ANFP, el número de las camisetas no puede sobrepasar al número de jugadores inscritos.
- Por disposición de la ANFP, el plantel debe utilizar al menos 1890 minutos a juveniles chilenos nacidos a partir del 1 de enero de 2004.

### Altas 2025
| Jugador            | Posición      | Procedencia               | Tipo     |
| ------------------ | ------------- | ------------------------- | -------- |
| Fabián Cerda       | Portero       | Huachipato                | Libre    |
| Juan Fuentes       | Defensa       | O'Higgins                 | Libre    |
| Andrés Zanini      | Defensa       | Liga de Quito             | Traspaso |
| Nicolás Ferreyra   | Defensa       | Unión La Calera           | Traspaso |
| Cristián Gutiérrez | Defensa       | Universidad de Concepción | Libre    |
| Jeyson Rojas       | Defensa       | Colo-Colo                 | Préstamo |
| Matías Pinto       | Defensa       | Colo-Colo                 | Préstamo |
| Felipe Chamorro    | Mediocampista | Palestino                 | Libre    |
| Jorge Ortiz        | Mediocampista | Universidad Católica      | Préstamo |
| Manuel Rivera      | Mediocampista | Ñublense                  | Libre    |
| Gonzalo Jara       | Delantero     | Unión San Felipe          | Préstamo |
| Jeisson Vargas     | Delantero     | Agente libre              | Libre    |
| Esteban Moreira    | Delantero     | O'Higgins                 | Préstamo |
| Jhonatan Kauan     | Delantero     | Internacional             | Préstamo |
| Lautaro Ovando     | Delantero     | Argentinos Juniors        | Préstamo |
| Fabricio Díaz      | Delantero     | River Plate               | Libre    |

### Bajas 2025
| Jugador               | Posición      | Destino                   | Tipo            |
| --------------------- | ------------- | ------------------------- | --------------- |
| Elías Hartard         | Portero       | Real San Joaquín          | Libre           |
| Diego Sanhueza        | Defensa       | Ñublense                  | Fin de préstamo |
| Raúl Osorio           | Defensa       | San Luis                  | Libre           |
| Vicente Durán         | Defensa       | Rangers                   | Libre           |
| Enzo Guerrero         | Defensa       | Bandera de ?              | Libre           |
| Byron Guajardo        | Defensa       | Santiago Morning          | Libre           |
| Carlos Lobos          | Mediocampista | Rangers                   | Libre           |
| Pablo López           | Mediocampista | Progreso                  | Libre           |
| Daniel Monardes       | Mediocampista | Provincial Ovalle         | Libre           |
| Ethan Espinoza        | Mediocampista | Santiago Wanderers        | Fin de préstamo |
| René Meléndez         | Mediocampista | San Antonio Unido         | Libre           |
| Gustavo Gallardo      | Mediocampista | Deportes Linares          | Libre           |
| Lionel Altamirano     | Delantero     | Huachipato                | Traspaso        |
| Sebastián Molina      | Delantero     | Universidad de Concepción | Fin de préstamo |
| Juan Ignacio Figueroa | Delantero     | Huachipato                | Fin de préstamo |
| Álvaro Delgado        | Delantero     | Cobreloa                  | Libre           |
| Claudio Torres        | Delantero     | Huachipato                | Fin de préstamo |
| Rodrigo Dubó          | Delantero     | Trasandino                | Préstamo        |
| Carlos Vásquez        | Delantero     | Brujas de Salamanca       | Préstamo        |

## Presidentes

### Cronología (incompleta)
- 1956-1959: Gregorio Bustamante Cerda
- 1960-?: Gabriel Gálvez Naranjo Gregorio Bustamante Ferdinand
- 1972-1973: Atilio Ancarola
- 1974-?: Jesús Herrera
- 1987-1988: Otmar Rendic Karstulovic
- 1989-1992: Lowry Bullemore
- 1993-1995: Jorge Tornero
- 1996-1999: Enrique Lantermo Gillet
- 2000-2001: Armando Miranda
- 2001: Armando Miranda Contador
- 2002-2003: Claudio Castillo
- 2003-2005: Carlos Castillo Ramírez
- 2005-2006: Oscar Rojas Tapia
- 2007-2011: Mauricio Etcheverry
- 2012-2016: Mauricio Peyreblanque
- 2016-2017: Mariano Múñoz
- 2018-Presente : Cristián Contador

## Entrenadores

### Cronología
Los entrenadores interinos aparecen en cursiva.
- Alberto Buccicardi (1956-1957)
- Adolfo Rodríguez (1958–1959)
- Sergio Lecea (1959)
- José Cuesta Silva (1959)
- Sergio Lecea (1959)
- Francisco Villegas (1960)
- Pedro Areso (1960-1961)
- Adolfo Rodríguez (1962)
- Miguel Mocciola (1963)
- Guido Pizarro (1964)
- Francisco Molina (1965-1966)
- Dante Pesce (1966)
- Francisco Torres (1967)
- Dante Pesce (1967)
- Pedro Morales (1968)
- Dante Pesce (1968-1970)
- Miguel Mocciola (1970)
- Donato Hernández (1971-1972)
- Caupolicán Peña (1973)
- Luis Ibarra (1974)
- Hernán Pezoa (1974)
- Donato Hernández (1975)
- Hernán Pezoa (1975)
- Dante Pesce (1975-1976)
- Sergio Cruzat (1976)
- Alfonso Sepúlveda (1977-1978)
- Ramón Climent (1979)
- Juan Pinnola (1980)
- Dante Pesce (1980)
- Juan Soto Mura (1981)
- Dante Pesce (1982)
- Juan Rodríguez (1983-1984)
- José Sulantay (1984)
- Eugenio Horta (1985)
- Jorge Venegas (1986)
- Hugo Valdivia (1986)
- José Sulantay (1987)
- Germán Cornejo (1988)
- Dagoberto Olivares (1988)
- Alberto Quintano (1988-1989)
- José Sulantay (1989)
- Luis Santibáñez (1989-1990)
- José Santos Arias (1990-1991)
- Hugo Valdivia (1991)
- Pedro García (1992)
- Eddio Inostroza (1992)
- Roberto Hernández (1993)
- Hugo Valdivia (1994)
- Juan Castillo (1994)
- Guillermo Yávar (1994-1995)
- Iván Castillo (1995)
- José Sulantay (1995)
- Gustavo Huerta (1996-1999)
- Dante Pesce (1999)
- Sasha Mitjaew[63] (1999)
- Iván Castillo (1999)
- Claudio Mendoza (2000)
- Hugo Valdivia (2000)
- Hugo Solís (2001)
- Nicola Hadwa (2002)
- Miguel Ángel Gamboa (2003)
- Jorge Silva (2003-2004)
- Danilo Chacón (2004)
- Miguel Ángel Fullana (2004)
- Dagoberto Olivares (2004-2005)
- Sergio Carmona (2005)
- Víctor H. Castañeda (2005-2010)
- Fernando Vergara (2011)
- Miguel Ponce (2011-2012)
- Marcelo Caro (2012)
- Gonzalo Benavente (2013)
- Christian Muñoz (2013)
- Sergio Carmona (2013)
- Luis Pérez (2013-2014)
- Horacio Rivas (2014-2015)
- Kroll Albiña (2015)
- Luis Musrri (2015-2016)
- Jaime García (2016-2017)
- Ariel Pereyra (2018)
- Gonzalo Benavente (2018)
- Luis Marcoleta (2018-2019)
- Francisco Bozán (2020)
- Óscar Correa (2020)
- Miguel Ponce (2020-2021)
- Óscar Correa (2021)
- Ivo Basay (2021-2022)
- Óscar Correa (2022)
- Pablo Marini (2022)
- Óscar Correa (2022)
- Juan José Luvera (2023)
- Erwin Durán (2024-2025)
- Cristian Paulucci (2025-)

## Palmarés

### Torneos nacionales
- Copa Chile (1): 1960
- Segunda División de Chile/Primera B de Chile (4): 1957, 1987, 1996, 2024
- Subcampeón de la Copa Chile (1): 1959
- Subcampeón de la Segunda División de Chile/Primera B de Chile (4): 1956, 1960, 2003, 2019
- Subcampeón del Campeonato de Apertura de la Segunda División de Chile (1): 1987

#### Copas no oficiales
- Copa Clásico N°100 (2013)
- Copa de la Amistad. (2008)